# Fußball-Verbandsliga Niederrhein 1977/78
Die Verbandsliga Niederrhein 1977/78 war die 22. Spielzeit und letzte Spielzeit der Verbandsliga Niederrhein, die von 1957 bis 1978 die höchste Spielklasse im niederrheinischen Amateur-Fußball der Männer war. Bis 1978 stellte diese Liga zusammen mit den Verbandsligen Mittelrhein und Westfalen den Unterbau zur 2. Bundesliga dar und war im damaligen deutschen Fußball-Ligasystem drittklassig. 1978 wurde die Oberliga Nordrhein als neue dritthöchste deutsche Spielklasse unter der 2. Bundesliga eingeführt.

## Saisonabschluss
Olympia Bocholt wurde Niederrheinmeister und nahm an der Aufstiegsrunde zur 2. Fußball-Bundesliga teil, schaffte jedoch nicht den Sprung in die 2. Bundesliga. Der Tabellenzweite Rot-Weiß Oberhausen nahm als niederrheinischer Vertreter an der deutschen Amateurmeisterschaft 1978 teil und schied in der ersten Runde aus.
Die Vereine auf den Plätzen 1 bis 7 qualifizierten sich für die neugeschaffene Oberliga Nordrhein, die Vereine der Plätze 8 bis 14 verblieben in der nun viertklassigen Verbandsliga. Neuling VfB 03 Hilden und die Amateure von Schwarz-Weiß Essen mussten in die Landesliga Niederrhein absteigen.

## Abschlusstabelle
| Rang | Verein                     | Spiele | Tore  | Punkte |
| ---- | -------------------------- | ------ | ----- | ------ |
| 01.  | Olympia Bocholt            | 30     | 70:34 | 48:12  |
| 02.  | Rot-Weiß Oberhausen        | 30     | 61:39 | 39:21  |
| 03.  | VfB 06/08 Remscheid        | 30     | 49:48 | 34:26  |
| 04.  | TuS Xanten                 | 30     | 54:42 | 33:27  |
| 05.  | 1. FC Viersen              | 30     | 47:39 | 33:27  |
| 06.  | ASV Wuppertal (N)          | 30     | 50:46 | 32:28  |
| 07.  | RSV Meerbeck               | 30     | 37:33 | 32:28  |
| 08.  | Fortuna Düsseldorf Am. (M) | 30     | 55:49 | 30:30  |
| 09.  | VfR Neuss                  | 30     | 50:46 | 30:30  |
| 10.  | Gelria Geldern (N)         | 30     | 46:45 | 30:30  |
| 11.  | VfB Bottrop                | 30     | 52:54 | 28:32  |
| 12.  | SSVg Velbert               | 30     | 41:57 | 26:34  |
| 13.  | TuS Grevenbroich           | 30     | 37:49 | 24:36  |
| 14.  | Sterkrade 06/07            | 30     | 35:48 | 22:38  |
| 15.  | VfB 03 Hilden (N)          | 30     | 37:62 | 22:38  |
| 16.  | Schwarz-Weiß Essen Am.     | 30     | 28:58 | 17:43  |

| (M) | Niederrheinmeister 1976/77             |
| (N) | Aufsteiger aus den Landesligen 1976/77 |